# Eugène Fabry
Pour les articles homonymes, voir Fabry.
Charles Eugène Fabry est un mathématicien français né le 16 octobre 1856 à Marseille et décédé le 6 octobre 1944.

## Biographie
Eugène Fabry, né en 1856, est le deuxième d'une famille de cinq garçons: Auguste, Eugène, Louis, Charles et Pierre.
Auguste, né en 1855, docteur en droit, fut avocat à Marseille (1875), puis entre dans la magistrature (1879), substitut puis juge d'instruction à Tunis (1884), vice-président (1886), procureur (1890), président (1891), procureur général à Caen (1911), premier président (1912), conseiller à la Cour de cassation (1916). Louis, né en 1862, ancien élève de l'École polytechnique, licencié ès sciences mathématiques et physiques, docteur ès sciences mathématiques, astronome à l'Observatoire de Paris (1884-1887), Nice (1887-1890), Marseille (1890-). Charles, né en 1867, ancien élève de l'École polytechnique, fut physicien spécialiste d'optique, un des premiers directeurs de l'Institut d'optique. Pierre, né en 1880, ancien élève de l'École Centrale des Arts et Manufactures, fut ingénieur et effectua une grande partie de sa carrière dans la construction navale aux chantiers de la Ciotat. Leur mère, Marie Estrangin, est une cousine issue de germaine du père d'Edmond Rostand.
Eugène Fabry, ancien élève du Lycée Thiers et de l'École Polytechnique et docteur ès sciences mathématiques, fut ingénieur des tabacs, professeur agrégé aux lycées de Tarbes, Carcassonne et Tours puis maître de conférences aux facultés des sciences de Rennes et Nancy, professeur aux facultés des sciences de Montpellier et Marseille et examinateur d'admission à l'École polytechnique.
Il fut également membre de l'Académie des sciences de Montpellier. En 1930 il est lauréat du prix Francœur.

## Travaux
Eugène Fabry soutient en 1885 une thèse concernant les équations différentielles linéaires à coefficients rationnels. Il a par la suite principalement travaillé dans le domaine de l'analyse complexe, plus particulièrement sur les points singuliers des séries de Taylor .

## Publications
- L'art de construire les ballons en papier, C. Mendel, 1884
- Sur les intégrales des équations différentielles linéaires à coefficients rationnels, Gauthier-Villars, 1885
- Traité de mathématiques générales, A. Hermann & fils, 1911
- Problèmes et exercices de mathématiques générales, A. Hermann & fils, 1913
- Problèmes d'analyse mathématique, A. Hermann & fils, 1913
- Nouveau traité de mathématiques générales, J. Hermann, 1925